# Toggenburger Schafenbirne
Die Toggenburger Schafenbirne ist eine Sorte der Birne (Pyrus communis). Die Sorte wurde 2024 zur Schweizer Obstsorte des Jahres gewählt.

## Beschreibung
Die Toggenburger Schafenbirne ist eine robuste, regelmäßig tragende Birnensorte, die mittelgroße Bäume bildet und sich auch als Niederstamm kultivieren lässt. Sie ist wenig anfällig für Spätfröste und auch für höhere Lagen geeignet. Sie ist wenig krankheitsanfällig und vielseitig nutzbar. Sie ist insbesondere im Raum Appenzell, Vorarlberg und St. Gallen verbreitet.
Die kleinen, kreiselförmigen Früchte reifen Mitte bis Ende August. Sie besitzen eine grüngelbe Grundfarbe und eine leuchtend rote Deckfarbe. Die Schale weist auffällige Lentizellen auf, der Kelch ist sternförmig anliegend. Der Geschmack ist süß und aromatisch. Sie eignen sich hervorragend zum Dörren, Kochen und Einmachen, sind aber auch sehr gut als Brennbirne geeignet. Ein aus den gedörrten Früchten hergestelltes Mus ist Hauptzutat für den Schlorzifladen, ein im Toggenburg verbreiteter süßer Kuchen mit Birnenfüllung und Rahmguss.